# マンベレ州
マンベレ州（マンベレしゅう、フランス語: Préfecture de Mambéré）は中央アフリカ共和国の州。州都はカルノ。北をナナ・メンベレ州、北東をオンベラ・ムポコ州、東をロバイエ州、南をサンガ・ムバエレ州とマンベレ・カデイ州、西をカメルーンと接する。面積は15,500平方キロメートル、人口は約27万人（2021年推計）。
2021年1月21日、マンベレ・カデイ州北部が分離し成立した。

## 下位行政区画
4郡（sous-préfecture）から成る。
- アマダ＝ガザ（フランス語版）（Amada-Gaza）
- カルノ（Carnot）
- ガジ（フランス語版）（Gadzi）
- Senkpa-Mbaéré